# 所以
《所以》，池莉的长篇小说。

## 写作和出版
《所以》是池莉3年三次删改文稿出炉的长篇小说，2007年出版。

## 内容
1962年，“叶紫”出生，父母是知识分子，但是她是父母意外怀孕的，被视为“道德败坏的产物”，因此父母不疼爱她，她的名字是户籍民警“小何”取的，虽然家人不爱她，但是她考上了武汉大学中文系，为了脱离这个冷冰冰的家庭，得到房子，她色诱高干子弟“关淳”，早早地结婚，好景不长，她被分配到孝感县文化局，和丈夫远离，于是就和丈夫离婚了。
4年之后，叶紫与中国人民解放军团级干部“禹宏宽”相恋，搭上便车，得到了武汉市的户口，调回了武汉市文化局。叶紫调回武汉市之后，爱上了高大伟岸的男导演华林，两人经常偷情，被华林妻子抓奸在床，她忍受社会的抨击，家人、朋友、亲戚的不认同，嫁给了华林，结果华林又网恋了，她不得不离婚。

## 角色
- 叶紫：1962年出生，知识分子家庭中排行第二，武汉市知识女性，一生经历三次婚姻。

- 关淳：高干子弟，和叶紫只有2个月的婚姻。

- 禹宏宽：个子矮小，中国人民解放军团级干部，有处女情结，叶紫的第二任丈夫。

- 华林：个子高大，虚有其表，好吃懒做，导演。

## 主题和风格
《所以》描写主人公“叶紫”三段失败的婚姻，只因为她心高气傲、势利、现实、虚荣，为了自己的目的，不惜以婚姻作为跳板，但是这种没有爱情的婚姻，注定也不长久。